# Loka Ne Kongo
Loka Ne Kongo, né le 23 septembre 1938 et mort le 8 janvier 2022, est un homme politique congolais. Il a été ministre de l'Éducation puis gouverneur de la ville province de Kinshasa en république démocratique du Congo pendant 9 mois entre 2001 et 2002.